# Борошкув
Борошкув (пол. Boroszków) — село в Польщі, у гміні Скужець Седлецького повіту Мазовецького воєводства.
Населення — 69 осіб (2011).
У 1975-1998 роках село належало до Седлецького воєводства.

## Демографія
Демографічна структура станом на 31 березня 2011 року:
|          | Загалом | Допрацездатний вік | Працездатний вік | Постпрацездатний вік |
| -------- | ------- | ------------------ | ---------------- | -------------------- |
| Чоловіки | 33      | 6                  | 25               | 2                    |
| Жінки    | 36      | 8                  | 22               | 6                    |
| Разом    | 69      | 14                 | 47               | 8                    |